# Парижское лингвистическое общество
Пари́жское лингвисти́ческое о́бщество (фр. La Société de linguistique de Paris) — важнейшее лингвистическое общество во Франции, центр обсуждения лингвистических проблем. Учреждено в 1866 году в Париже. В состав правления (бюро) общества входят секретарь и ежегодно избираемый председатель.
Секретарями общества в разные годы были М. Бреаль, А. Мейе, Ж. Вандриес, Э. Бенвенист, М. Лежён. В число членов входили Ш. Балли, В. Брёндаль, Х. Педерсен, Я. М. Розвадовский, Ф. де Соссюр, И. А. Бодуэн де Куртенэ.

## Публикации
Среди публикаций Парижского лингвистического общества — «Mémoires» (выходили в 1868—1935 годах; всего увидели свет 23 тома статей на основе прочитанных докладов, каждый из которых составляют 5—6 выпусков), «Bulletin de la Société de linguistique de Paris» (издаётся с 1869 года и к 1990 году насчитывал 84 тома, включающие по одному выпуску для протоколов заседаний общества и статей и по одному - для рецензий на лингвистические работы) и «Лингвистическая библиотека» (фр. «Collection linguistique») — собрание монографий, реже сборники статей.

## Некоторые факты
В 1866 году общество выпустило запрет на рассмотрение работ, посвящённых проблеме происхождения языка, считая этот вопрос неразрешимым.